# Bacidia subcoprodes
Bacidia subcoprodes är en lavart som först beskrevs av de Lesd., och fick sitt nu gällande namn av Alexander Zahlbruckner. Bacidia subcoprodes ingår i släktet Bacidia och familjen Ramalinaceae.   Inga underarter finns listade i Catalogue of Life.